# Philippe Canot
Philippe Canot oder Caneau (* 1715; † 1783 in Paris)  war ein französischer Zeichner und Maler des Rokoko.

## Leben
Über Philippe Canot, genannt Caneau, ist wenig bekannt. Er war der jüngere Bruder des Kupferstechers Pierre-Charles Canot. Als Geburtsjahr wird 1715 angenommen. Ab den 1740er Jahren malte und zeichnete er Genreszenen im Stil von Jean Siméon Chardin. Er war Mitglied der Académie de Saint-Luc. Hauptberuflich war er als Decorator in den Menus-Plaisirs du Roi, dem Festivitätenamt des Hofes, tätig. Seine Arbeiten, Szenen aus dem Familienleben und Galantes, wurden von Jacques-Philippe Le Bas, Charles Eisen und Jean-Joseph Balechou, je nach Darstellung auch anonym, gestochen. Philippe Canot verstarb 1783 in Paris.

## Werke
- Le Maître des Danse, 1745, gestochen von Le Bas
- Le Souhait de la bonne Année au Grand Papa, gestochen von Le Bas
- Le Gâteau des Roys, gestochen von Le Bas
- La Terre, gestochen von Balechou
- Le Feu, gestochen von Balechou
- L'Eau, gestochen von Balechou
- L'Air, gestochen von Balechou
- Paix Générale conclue à Utrecht
- Illustrationen zu Abbe A.F. Prévost, Histoire Generale des Voyages, Paris, Chez Didot, 1751, gestochen von Jacques Pasquier

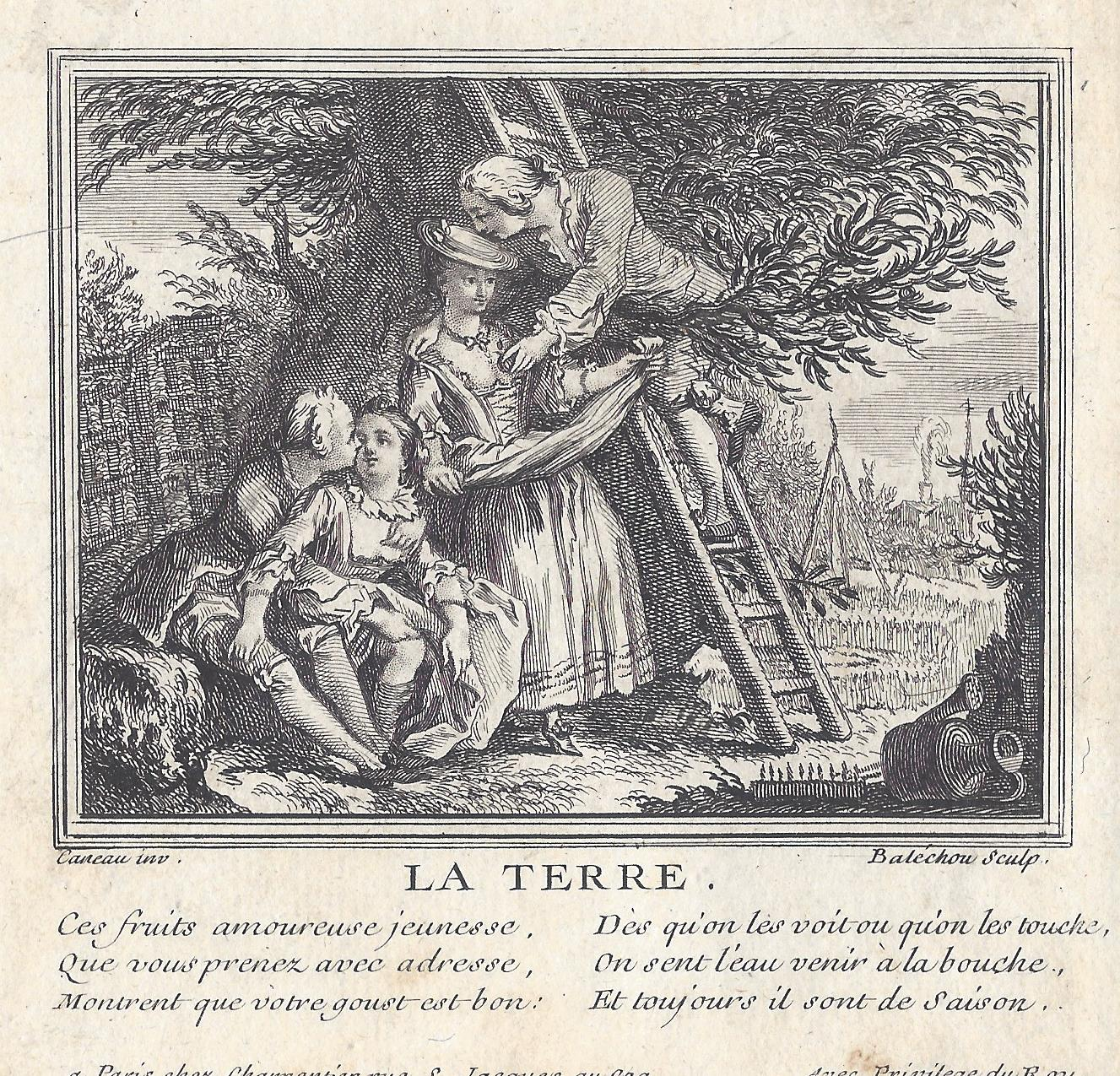
La Terre – Die Erde
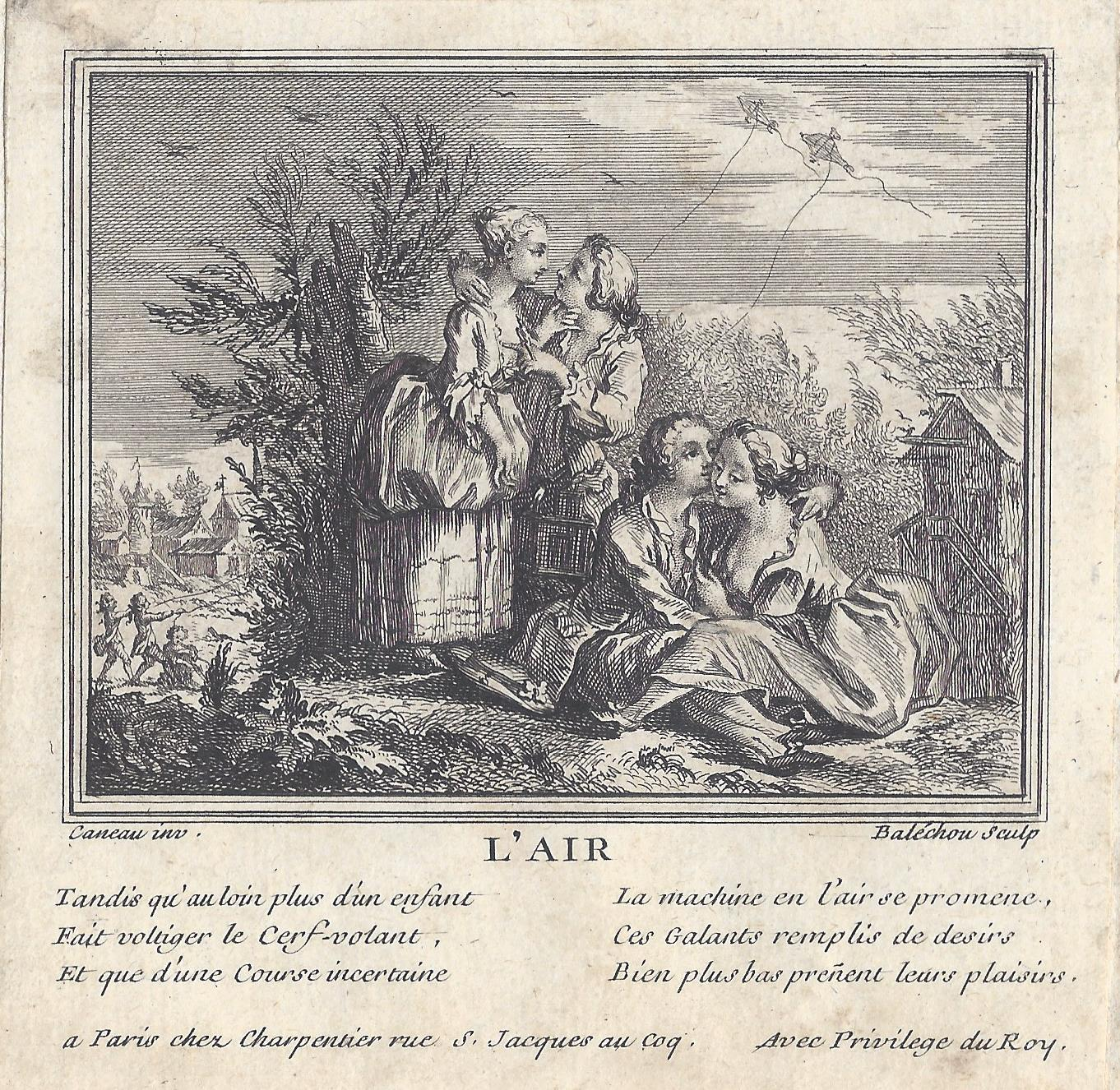
L'Air – Die Luft
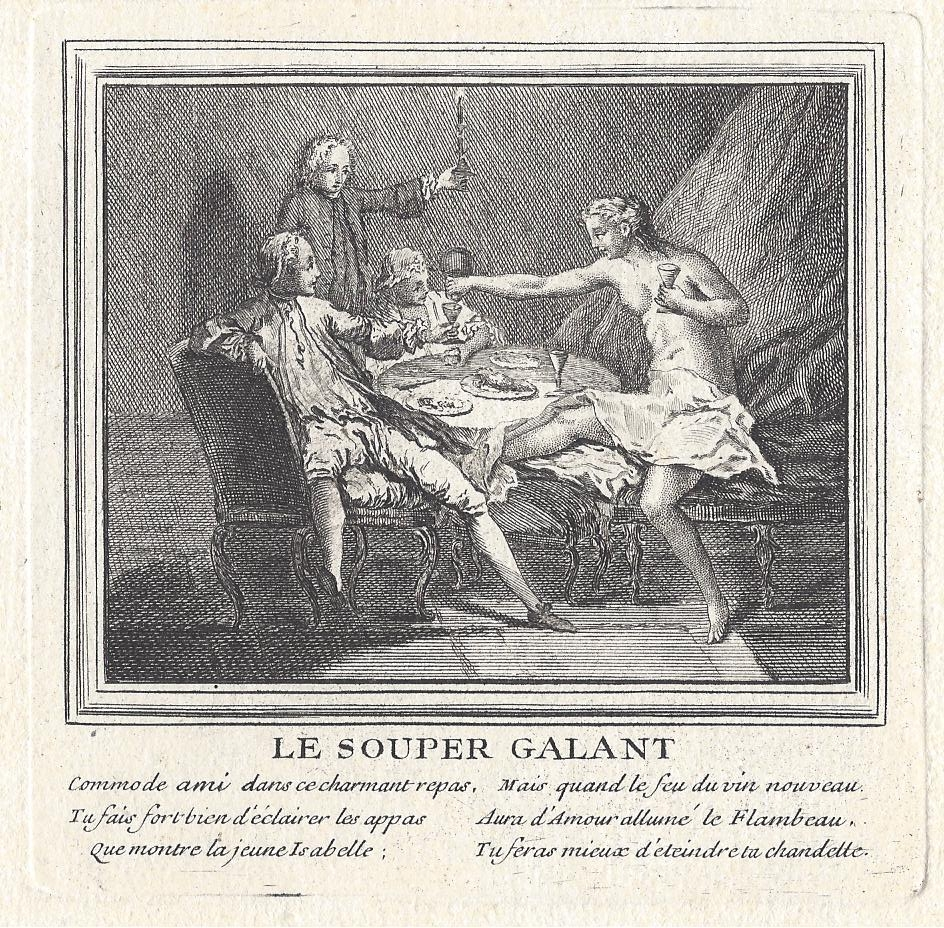
Le Souper galant – Das galante Souper
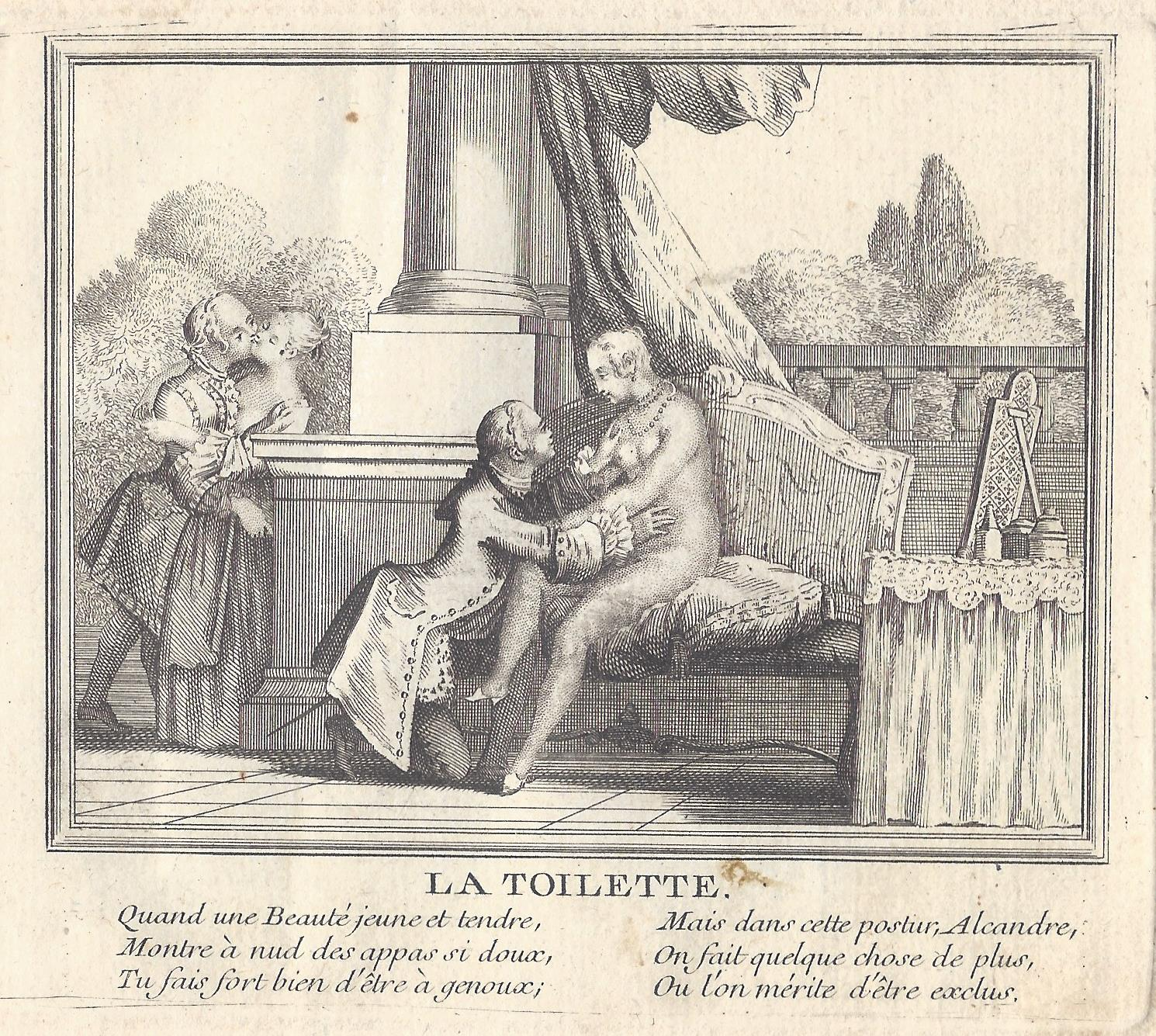
La Toilette – Die Toilette
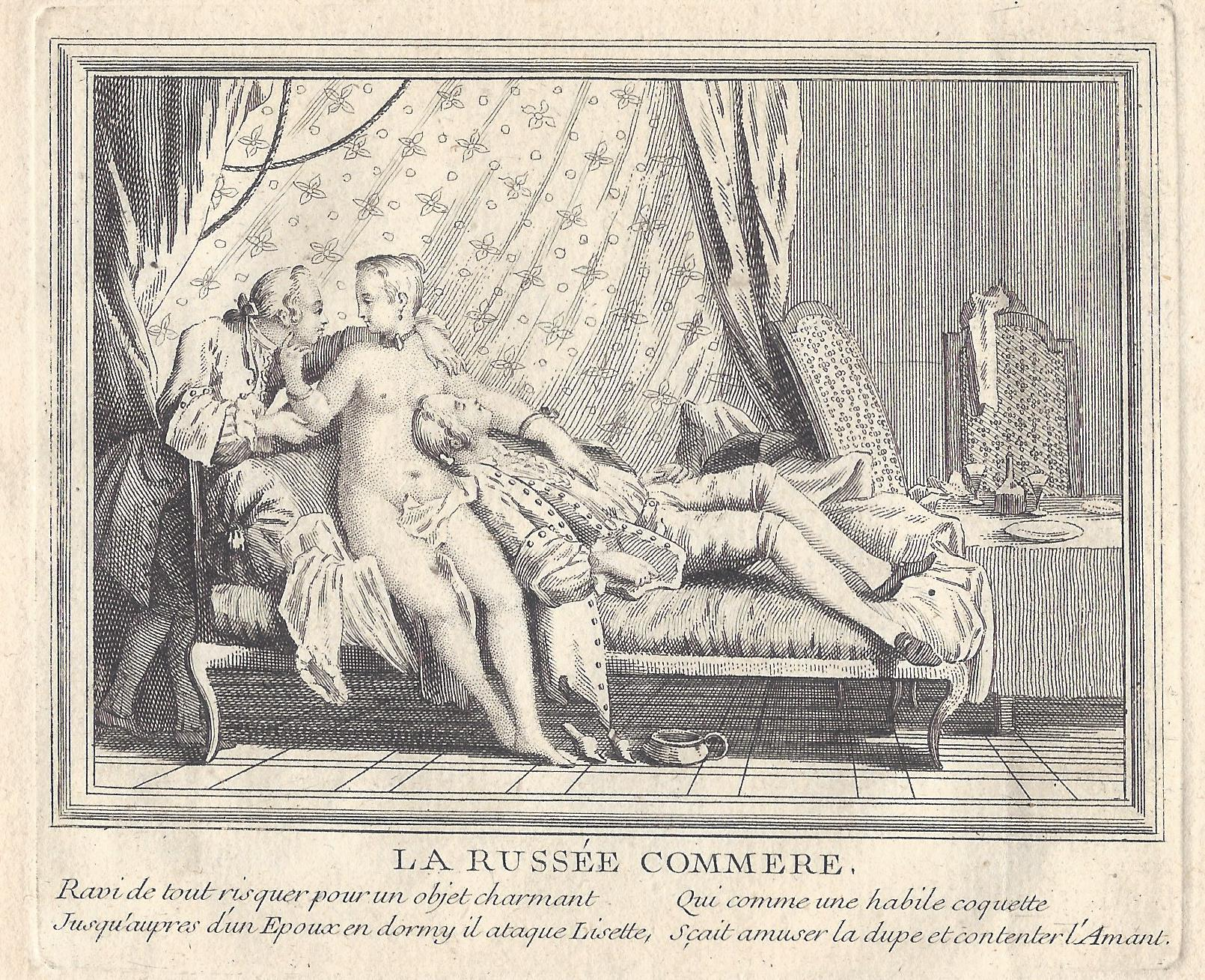
La rusée Commère – Die raffinierte Klatschbase
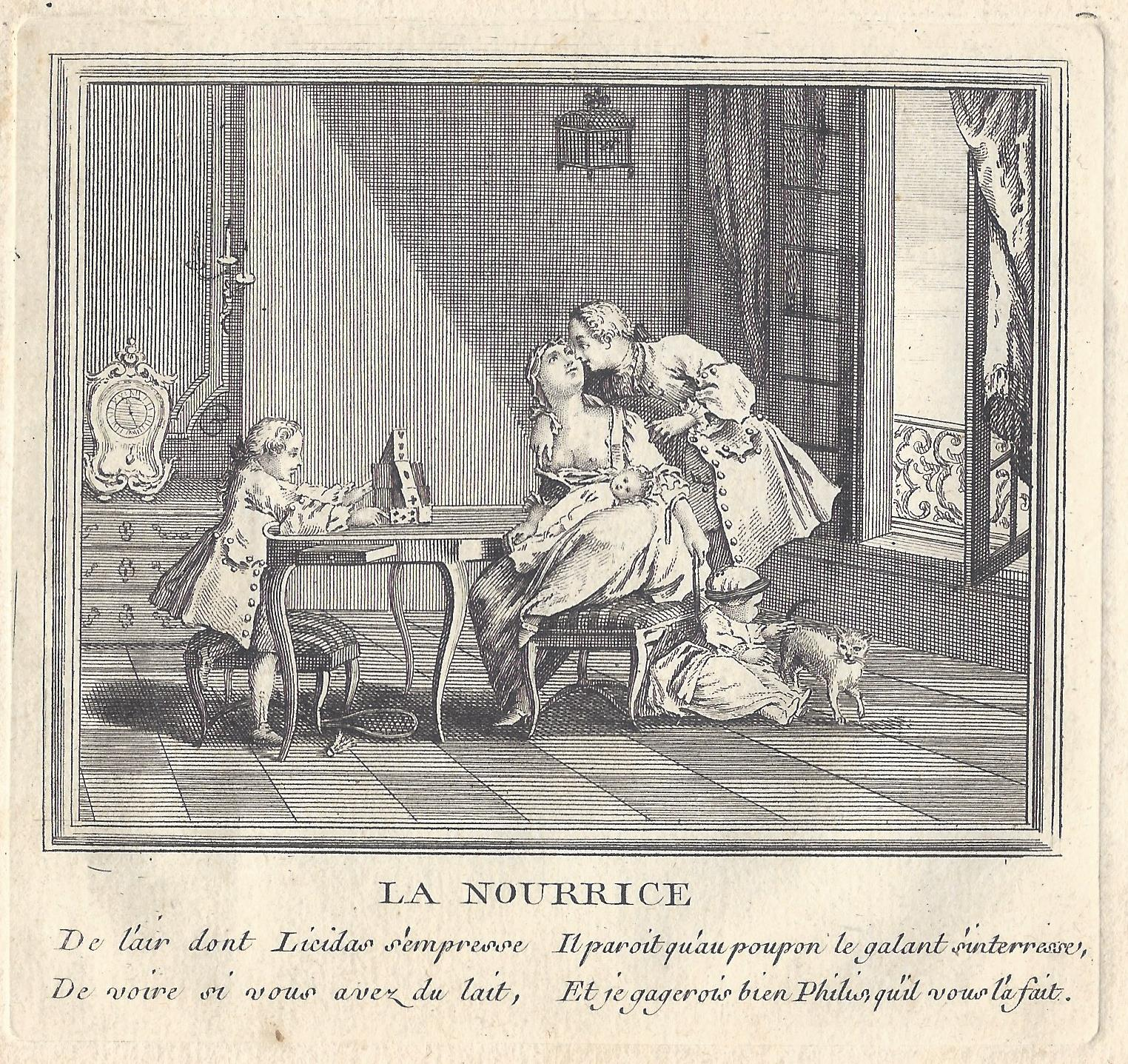
La Nourrice – Das Stillen